# علی‌اکبر اصغری
علی اکبر اصغری (فرزند محمد، زاده ۱۳۱۰ در بناب)، نماینده دوره اول مجلس شورای اسلامی حوزه انتخابیه آذربایجان شرقی، بناب و ملکان بوده‌است. تعداد آراء: ۱۰٬۶۸۲ درصد آراء: ۵۱٫۹۰